# Les nou olivateres de San Juan de Aznalfarache
Les nou olivateres de San Juan de Aznalfarache van ser un grup de jornaleres andaluses republicanes, collidores d'olives de la província de Sevilla, militants de la UGT, d'edats compreses entre els 18 i 43 anys, afusellades per les tropes de l'exèrcit Franquista revoltat comandades per Queipo de Llano, a la tàpia del cementiri sevillà de San Fernando, el 24 octubre 1936.
Arran del Cop d'estat del 18 de juliol de 1936 i en els dies posteriors, les tropes sollevades es van apoderar, barri per barri, de la ciutat de Sevilla, convertint-la en la base des d'on es van llençar les ofensives contra Huelva, Madrid (per Extremadura) i Màlaga. L'exèrcit i les milícies feixistes van instaurar un règim del terror, deixant al seu pas milers de morts anònims, enterrats en fosses comunes.
El 10 d'agost va ser un dia tràgic pels habitants de San Juan de Aznalfarache, els revoltats van anar casa per casa i es van emportar totes les persones sospitoses de d'haver simpatitzat amb la Segona República o haver militat en algun sindicat o partit d'esquerra.
Maria Arriaza Calero; 21 anys,  Rosario González Rodríguez; 28 anys, Victoria Quintanilla Muñoz; 24 anys, Josefa Romero Barberán; 28 anys, Leonisa Panadero Maya; 19 anys, les germanes Gavina Isabel; 36 anys i Francisca Porro Domínguez; 43 anys, Josefa Tierno García; 24 anys i Guadalupe Sánchez López; 34 anys, totes   dones humils que treballaven collint olives, van ser denunciades i arrossegades per força per grups de falangistes, algunes juntament amb els seus germans, marits o familiars i recloses a la bodega del vaixell presó Cabo Carvoeira,on van romandre presoneres, amb més de 500 persones, durant 75 dies, patint fam, sed i tot tipus de maltractaments, violacions i mutilacions.
El 24 d'octubre de 1936, les nou dones i 21 homes van ser trets de la presó flotant i conduits a les tàpies del cementiri sevillà de Sant Fernando on van ser afusellats per ordre de Manuel Díaz Criado, lloctinent de Queipo de Llano. Llurs cossos no van ser mai localitzats i se suposa que poden estar enterrats en la gran fossa comuna del cementiri de San Fernando, amb més de 4.500 altres despulles.
Des del 24 d'octubre de 2017 cada any són homenatjades les Nueve aceituneras. També s'ha donat llur nom a un passeig de la ciutat  El 2022 va ser encarregat a l'artista Inés Casas un monument de ceràmica en forma de prisma rectangular de 2 metros d'alçada i 50 centímetres cada una de les cares en les quals es representen escenes de la tragèdia.